# Michelangelo Pistoletto
Michelangelo Pistoletto (Biella, 23 juni 1933) is een Italiaans schilder en kunsttheoreticus. Door zijn 'spiegelschilderijen' is Pistoletto voornamelijk bekend als een van de belangrijkste vertegenwoordigers van de Arte Povera-beweging en is daarnaast vooral actief met zijn project Citttadelarte: een creative hub in de Italiaanse stad Biella.

## Arte Povera
Pistoletto begon in 1962 voor het eerst met het beschilderen van spiegels. In de late jaren zestig begon hij in zijn installaties de vodden uit zijn atelier te combineren met afgietsels van alomtegenwoordige klassieke Italiaanse beelden om de hiërarchie tussen 'kunst' en het alledaagse te doorbreken: een belangrijk kenmerk van de Arte Povera-beweging. In zijn Muretto di stracci (Lappenmuur) uit 1967 maakt Pistoletto een exotisch en weelderig wandtapijt waarbij hij gewone bakstenen omwikkelt met afgedankte lapjes stof. Pistoletto, die begon onder de Amerikaanse invloed van 'post-pop art' en fotorealisme, werd al snel door galeriehouders, critici en in catalogi vermeld als toonaangevend vertegenwoordiger van de nieuwe, voornamelijk Italiaanse stroming die als Arte Povera werd betiteld.
Tegen de achtergrond van de studentenrellen in 1968 trok Pistoletto zich terug uit zijn deelname aan de Biënnale van Venetië. In de daaropvolgende jaren hield hij zich bezig met conceptuele ideeën, die hij presenteerde in het boek L'uomo nero (1970).  Eind jaren zeventig vervaardigde hij sculpturen, hoofden en torso's van polyurethaan en marmer. Begin jaren tachtig presenteerde hij theaterwerken, zoals Anno Uno (maart 1981) in het Teatro Quirino in Rome. Sinds 1990 woont en werkt Pistoletto in Turijn.

## Cittadelarte
In 1994 kondigde Pistoletto zijn programma Progetto Arte aan, met als doel de creatieve en sociaaleconomische vereniging van alle aspecten van het menselijk bestaan en alle verworvenheden van kennis binnen de menselijke beschaving met betrekking tot de kunst (bijv. mode, theater, design, enz.). In dat kader richtte hij In 1998 de creative hub 'Cittadelarte' op in een verlaten textielfabriek nabij zijn geboortestad Biella. Het centrum is een "laboratorium", waar creatieve bronnen worden ondersteund en onderzocht, en innovatieve ideeën en mogelijkheden worden ontwikkeld. De Cittadelarte is verdeeld in verschillende Uffici/kantoren (werk, onderwijs, communicatie, kunst, voeding, politiek, spiritualiteit en economie), die met elkaar communiceren binnen een intermediair netwerk.
- Bibsys: 99034468
- Biblioteca Nacional de España: XX1072209
- Bibliothèque nationale de France: cb12167063f (data)
- Catàleg d'autoritats de noms i títols de Catalunya: 981058509093006706
- CiNii: DA10264315
- Gemeinsame Normdatei: 118594680
- International Standard Name Identifier: 0000 0001 2144 3896
- KulturNav: 0966ffc2-b3db-404e-b078-d7836dad7544
- Library of Congress Control Number: n84013215
- Nationale Bibliotheek van Tsjechië: xx0284389
- Nationale Bibliotheek van Israël: 987007307520805171
- Nederlandse Thesaurus van Auteursnamen: 070944318
- PIC: 27526
- RKD-Nederlands Instituut voor Kunstgeschiedenis: 63704
- Istituto Centrale per il Catalogo Unico: CFIV053649
- LIBRIS: 213574
- SNAC: w6m62x9f
- Système universitaire de documentation: 03020559X
- Union List of Artist Names: 500031799
- Virtual International Authority File: 95877603
- WorldCat: E39PBJfrHKFYpF9qMGVfJCJqwC